# Гендт, Адольф Леонард ван
Адо́льф Леона́рд ван Гендт (нидерл. Adolf Leonard van Gendt; 1835—1901) — нидерландский архитектор.
Представитель разветвлённой архитектурной династии, в которой наибольшее значение, помимо Адольфа Леонарда, имели его брат Фредерик Виллем ван Гендт (1831—1900) и сын Адольф Даниэль Николас ван Гендт (1870—1932).
Окончил Королевскую академию изящных искусств в Гааге. С 1874 г. практиковал в Амстердаме. По проекту ван Гендта построен амстердамский концертный зал Концертгебау (1883—1888), он также принимал участие в проектировании и возведении Центрального вокзала, нового здания Городского театра и др.